# Fjendtlige hvirvelvinde
Fjendtlige hvirvelvinde (russisk: Вихри враждебные, translit. Vikhri vrasjdebnye) er en sovjetisk film fra 1953 produceret af Mosfilm og instrueret af Michail Kalatosov.

## Handling
Filmen herunder om folkekommisær Feliks Dsjersjinskijs liv og arbejde i årene 1918-1926 under årene, hvor sovjetstaten blev dannet. Filmen beskriver bl.a. undertrykkelsen af den venstresocialistisk-revolutionære opstand i 1918, kampen for industrialisering og mod oppositionens skadedyr.
Filmen blev genudgivet i 1956 i en udgave, hvor scenerne med Josef Stalin var klippet ud.

## Medvirkende (udvalg)
- Mikhail Kondratjev som Vladimir Lenin
- Vladimir Jemeljuanov som Feliks Dsjersjinskij
- Leonid Ljuubasjevskij som Jakov Sverdlov
- Vladimir Solovjov som Mikhail Kalinin
- Mikhail Gelovani som Josef Stalin (scener klippet ud af senere udgaver)
- Georgij Jumatov som Baladin